# مسجد محمد الخامس

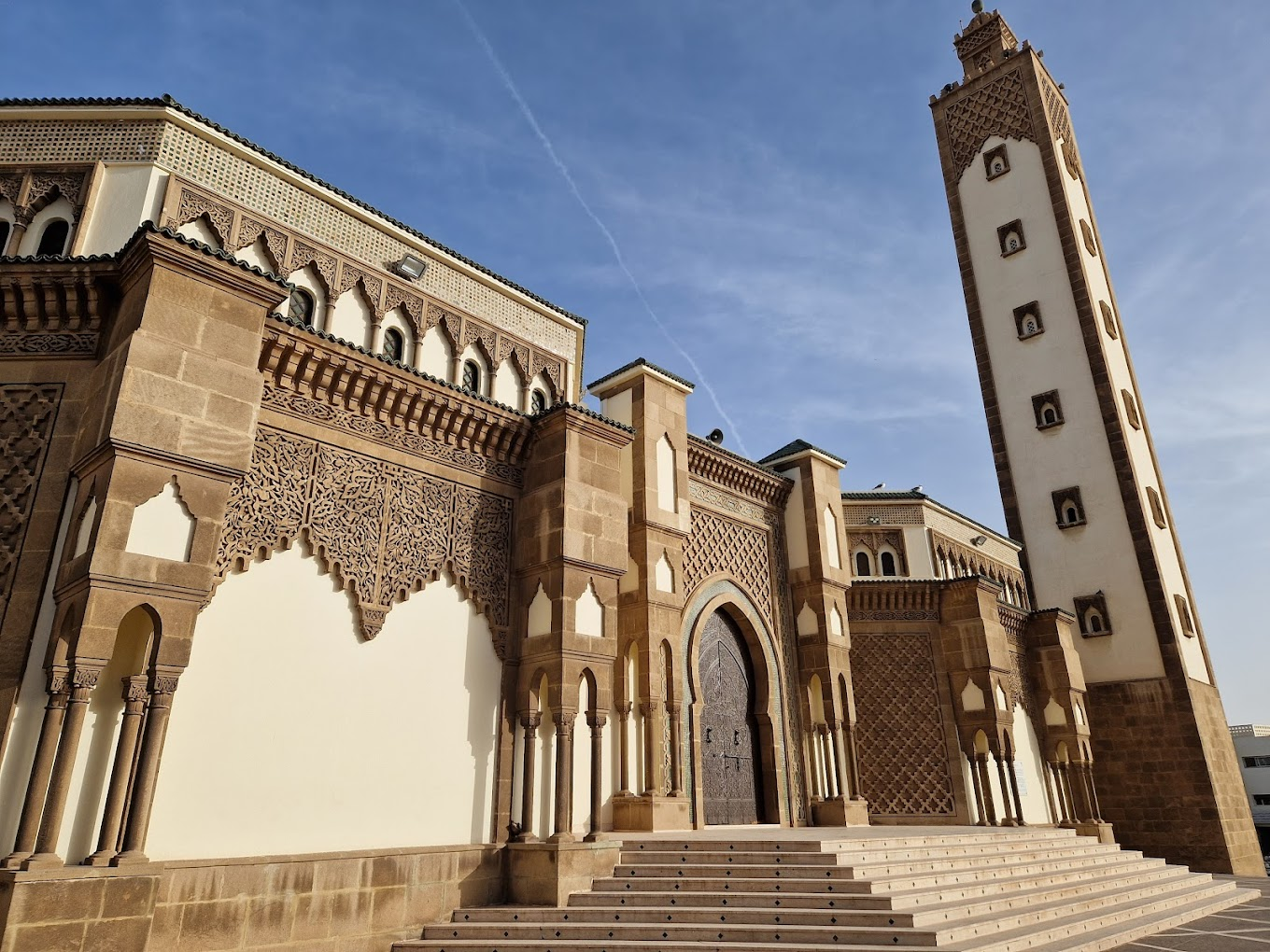

مسجد محمد الخامس هو مسجد يقع في وسط مدينة أكادير بحي تالبورجت. تم بناء المسجد في يونيو سنة 1988 وقد ثم تدشينه يوم 28 فبراير 1992ّ.
ويتكون من طابقين أحدهما أرضي والثاني تحت أرضي ويسعان معا ما يقارب 5000 مصلي، ليعتبر بذلك ثاني أكبر مسجد في المملكة المغربية بعد مسجد الحسن الثاني بالدار البيضاء.